# 大波比納
48°49′39″N 27°0′1″E / 48.82750°N 27.00028°E
大波比納（烏克蘭語：Велика Побійна）是位於烏克蘭西部赫梅利尼茨基州裏卡緬涅茨-波多利斯基區的杜納伊夫齊市鎮的村莊，面積30.24平方公里，海拔高度285米，2024年該城鎮人口873。